# Marco Brenner
Marco Brenner (født 27. august 2002 i Augsburg) er en cykelrytter fra Tyskland, der er på kontrakt hos Tudor Pro Cycling Team.